# قصة حنان
قصة حنان هو مسلسل رسوم متحركة أو أنمي من إنتاج شركة نيبون أنيميشن اليابانية عام 1983 ومن إخراج كوزو كوزوها. تم دبلجة 26 حلقة فقط بالعربية،

## القصة
قصة المسلسل مقتبسة من رواية «كنوز الثلج» للمؤلفة الإنكليزية باتريسيا سان جون نشرت عام 1980. القصة هي عن الفتاة ابنة الـ12 عاما «حنان» التي تعيش مع عائلتها في قرية صغيرة في جبال الألب.

## الشخصيات
- حنان: فتاة يتيمة الام طيبة القلب.
- داني: طفل صغير يترعرع على يد اخته.
- شريف: والد حنان.
- سلمى: والده حنان.
- نبيل: صديق حنان.
- خفيف: ولد دائما يضايق نبيل وحنان.
- بأووش: كلب يعيش في منزل حنان.
- نبيلة: فتاة.

## وصلات خارجية
- قصة حنان على موقع IMDb (الإنجليزية)
- قصة حنان على موقع كينوبويسك (الروسية)
- قصة حنان على موقع قاعدة بيانات الفيلم (الإنجليزية)
- قصة حنان على موقع ANN anime (الإنجليزية)